# Liste der Wappen in der Provinz Parma
Die Liste der Wappen in der Provinz Parma beinhaltet alle in der Wikipedia gelisteten Wappen der Provinz Parma in der Region Emilia-Romagna in Italien. In dieser Liste werden die Wappen mit dem Gemeindelink angezeigt.

## Wappen der Provinz Parma

Provinz Parma
Lage der Provinz Parma in Italien
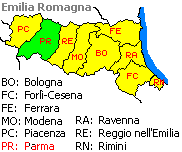
Lage der Provinz Parma in der Region Emilia-Romagna

## Wappen der Gemeinden der Provinz Parma

Albareto
Bardi
Bedonia
Berceto
Bore
Borgo Val di Taro
Busseto
Calestano
Collecchio
Colorno
Compiano
Corniglio
Felino
Fidenza
Fontanellato
Fontevivo
Fornovo di Taro
Langhirano
Lesignano de’ Bagni
Medesano
Mezzani
Monchio delle Corti
Montechiarugolo
Neviano degli Arduini
Noceto
Palanzano
Parma
Pellegrino Parmense
Polesine Parmense
Roccabianca
Sala Baganza
Salsomaggiore Terme
San Secondo Parmense
Sissa Trecasali
Solignano
Soragna
Sorbolo
Terenzo
Tizzano Val Parma
Tornolo
Torrile
Traversetolo
Valmozzola
Varano de’ Melegari
Varsi
Zibello